# Mouette souscrite
Cette page contient des caractères spéciaux ou non latins. S’ils s’affichent mal (▯, ?, etc.), consultez la page d’aide Unicode.
La mouette souscrite est un signe diacritique utilisé dans l’alphabet phonétique international pour indiquer l’articulation linguolabiale d’une consonne.
Son caractère Unicode est 033C.